# Tom Stuifbergen
Tom Stuifbergen (26 september 1988) is een Nederlandse honkballer.
Stuifbergen is een rechtshandige werper. Hij begon met honkbal op vijfjarige leeftijd bij de vereniging Jeka in Breda. Toen hij elf was verhuisden zijn ouders naar Haarlem en werd hij lid van Kinheim. Hoewel hij aanvankelijk als korte stop speelde specialiseerde hij zich later als werper. Hij debuteerde in 2005 in de Nederlandse hoofdklasse bij de Amsterdam Pirates. Een jaar later tekende hij een profcontract bij de Minnesota Twins. In 2006 werd hij geselecteerd voor het Nederlands honkbalteam. In 2007 debuteerde hij in Amerika als werper bij de Gulf Coast League Twins in de Rookie League. Ook in 2008 speelt hij voor de organisatie van de Twins. Op 12 juli 2006 debuteerde Stuifbergen in het Nederlands team als startend werper tijdens de vijfde wedstrijd tegen Italië gedurende de European Baseball Series. Later die maand begon hij ook als werper tijdens de wedstrijd tegen Japan in de Haarlemse Honkbalweek. In 2007 reisde hij mee met het team naar het Europees kampioenschap in Barcelona maar moest twee dagen voor de start vanwege een weer terugkerende schouderblessure afhaken. Hij is de jongere broer van de honkballer Nick Stuifbergen. Stuifbergen heeft als werper een 2-seam fastball van 89-92 mijl per uur en gooit daarbij een cirkel change-up en een curveball.
Op het WK van 2011 werd hij met Nederland wereldkampioen.